# Estación Gomero
Gomero es una estación ferroviaria ubicada en la comuna de Hualqui, que fue construida junto con el Ferrocarril Talcahuano - Chillán y Angol, e inaugurada en 1873. Luego pasó a formar parte de la Red Sur de Ferrocarriles del Estado, y es parte del ramal San Rosendo - Talcahuano.
La casa estación se ubica en el lado suroeste de la vía. Su patio es largo y con curvas y contracurvas. 

## Servicios

### Actuales
Desde la década de 1990 la estación presta servicios entre Talcahuano, Concepción y Laja. Es para el 1 de mayo de 2008 que inician los servicios del actual tren Talcahuano-Laja. El servicio presta ocho servicios diarios.